# Mount Foraker
Der Mount Foraker im Denali-Nationalpark ist mit einer Höhe von 5304 m der zweithöchste Gipfel der Alaskakette und der dritthöchste in Alaska (USA). Er liegt 23 km westsüdwestlich des Denali (ehemals Mount McKinley).
Der Berg erhielt seinen Namen 1899 durch Leutnant J.S. Herron, der ihn nach Joseph B. Foraker, US-Senator aus Ohio, benannte.
An der Ostflanke des Mount Foraker strömt der Kahiltna-Gletscher nach Süden. Foraker- und Herron-Gletscher entwässern das Bergmassiv nach Norden, der Lacuna-Gletscher nach Süden.

## Haupt- und Nebengipfel
Zum Bergmassiv des Mount Foraker werden alle umliegenden Gipfel mit einer Schartenhöhe von weniger als 500 Metern gezählt:
| Gipfel         | Höhe   | Schartenhöhe | Koordinaten           |
| -------------- | ------ | ------------ | --------------------- |
| Hauptgipfel    | 5304 m | 2195 m       | 62° 58′ N, 151° 24′ W |
| Südgipfel      | 5124 m | 64 m         | 62° 57′ N, 151° 25′ W |
| Südwestgipfel  | 5029 m | 61 m         | 62° 57′ N, 151° 26′ W |
| Nordwestgipfel | 4581 m | 39 m         | 62° 58′ N, 151° 26′ W |

## Besteigungsgeschichte
Die Erstbesteigung gelang Charles S. Houston, T. Graham Brown und Chychele Waterston über den Nordwestgrat. Am 6. August 1934 erstiegen sie den Hauptgipfel, vier Tage später am 10. August 1934 den niedrigeren Südgipfel.